# 언리얼 엔진 3
언리얼 엔진 3(Unreal Engine 3, UE3)는 에픽게임즈가 개발한 언리얼 엔진의 세 번째 버전이다. 언리얼 엔진 3는 멀티스레딩을 지원하는 최초의 게임 엔진 중 하나였다. DirectX 9를 기본 그래픽 API로 사용하여 렌더링 코드를 단순화했다. UE3를 사용한 첫 번째 게임은 2006년 말에 출시되었다. 이 엔진은 언리얼 엔진 4로 계승되었다.

## 역사
언리얼 엔진 3의 스크린샷은 2004년 7월에 공개되었으며, 이때 엔진은 이미 18개월 이상 개발 중이었다. 2005년 7월, 소니 인터랙티브는 플레이스테이션 3의 소프트웨어 개발 키트용 언리얼 엔진 3의 서브 라이선스 권한을 획득했다. 언리얼 엔진 3를 사용한 최초의 게임은 엑스박스 360용 기어스 오브 워와 윈도우용 RoboBlitz로, 둘 다 2006년 11월 7일에 출시되었다.
초기에 언리얼 엔진 3는 윈도우, 플레이스테이션 3 및 엑스박스 360 플랫폼만 지원했으며, 에픽 시타델에서 처음 시연된 IOS와 안드로이드는 2010년에 추가되었고, 인피니티 블레이드가 첫 번째 iOS 타이틀, 던전 디펜더스가 첫 번째 안드로이드 타이틀이었다. 2011년에는 Stage 3D 하드웨어 가속 API를 통해 어도비 플래시 플레이어 11을 지원할 것이며, 두 개의 Wii U 게임인 배트맨: 아캄 시티와 에일리언: 콜로니얼 마린즈에서 사용되고 있다고 발표되었다. 2013년, 에픽은 모질라와 협력하여 언리얼 엔진 3를 웹으로 가져왔다. Asm.js 서브 언어와 Emscripten 컴파일러를 사용하여 4일 만에 엔진을 포팅할 수 있었다. 이 엔진은 더 이상 업데이트를 받지 않는다.

## 기능
이 엔진은 1세대 엔진을 기반으로 했지만 새로운 기능들을 포함했다. 에픽게임즈의 설립자인 팀 스위니는 "객체 지향 설계, 데이터 기반 스크립팅 접근 방식, 서브시스템에 대한 상당히 모듈식 접근 방식 등 프로그래머에게 보이는 기본 아키텍처 결정은 [언리얼 엔진 1에서] 여전히 남아 있다. 그러나 게이머에게 정말로 보이는 게임의 부분들, 즉 렌더러, 물리 시스템, 사운드 시스템, 그리고 도구들은 모두 분명히 새롭고 훨씬 더 강력하다."고 말했다. 고정 기능 파이프라인을 여전히 지원했던 언리얼 엔진 2와 달리 언리얼 엔진 3는 완전 프로그래밍 가능한 셰이더 하드웨어의 이점을 활용하도록 설계되었다. 모든 조명 및 그림자 계산은 정점당이 아닌 픽셀당으로 수행되었다. 렌더링 측면에서 언리얼 엔진 3는 감마 보정된 높은 동적 범위 렌더러를 지원했다.
언리얼 엔진 3는 멀티스레딩을 사용한 최초의 게임 엔진 중 하나였다. 스위니에 따르면, 엔진 내의 여러 시스템이 물리, 애니메이션 업데이트, 렌더러의 장면 순회 루프 시스템과 같은 멀티스레딩을 사용하도록 재작성되었지만, "게임플레이와 같이 고도로 순차적이고 객체 지향적인 시스템"에는 멀티스레딩이 사용되지 않았다. 개발 초기 단계에서 UE3는 더 큰 CPU 및 GPU 성능의 이점을 활용하기 위해 메모리 사용을 최소화하도록 최적화되었는데, 스위니는 당시 메모리보다 더 큰 개선이 있었다고 설명했다.
언리얼 엔진 3는 DirectX 9를 기본 그래픽 API 지원으로 채택하여, UE3가 DirectX 7과 같은 이전 버전을 지원하려고 시도했을 경우 불가능했을 더 많은 기능을 엔진에 통합할 수 있게 했다. 스위니에 따르면, "레거시 코드 경로를 제거하고 완전히 일반적인 픽셀 셰이더 프로그램 중심으로 모든 렌더링을 공식화함으로써 많은 일반화, 개선, 심지어 단순화가 가능해졌다." 마찬가지로 UE3의 주요 목표는 "디자이너는 언리얼 엔진 2와 과거 혼합 세대 DirectX6/7/8/9 엔진이 의존했던 '대체(fallback)' 셰이더에 대해 결코 생각할 필요가 없어야 한다"는 것이었다. 일반적으로 UE3의 주요 초점 영역 중 하나는 "이전에 프로그래머의 개입이 필요했던 작업들, 즉 복잡한 셰이더 생성, 게임플레이 시나리오 스크립팅, 복잡한 시네마틱 설정 등을 아티스트가 직접 할 수 있도록 지원하는 것"이었다.
UE3의 수명 동안, 향상된 파괴 가능한 환경, 소프트 바디 다이내믹스, 대규모 군중 시뮬레이션, IOS 기능, Steamworks 통합, 실시간 전역 조명 솔루션, TriOviz for Games Technology를 통한 엑스박스 360의 스테레오스코픽 3D 등 상당한 업데이트가 통합되었다. DirectX 11 지원은 사마리탄 데모를 통해 시연되었는데, 이 데모는 2011년 게임 개발자 컨퍼런스에서 공개되었고 엔비디아와 긴밀한 협력 하에 에픽게임즈가 구축했으며, 엔지니어들이 전국적으로 협력하여 실시간 그래픽을 새로운 수준으로 끌어올렸다.

## 언리얼 개발 키트
언리얼 엔진 3는 모더들이 작업하기에 상당히 개방적이었지만, 게임을 퍼블리싱하고 판매할 수 있는 기능은 UE3 엔진 라이선스 소유자에게만 제한되었다. 그러나 2009년 11월, 에픽은 UE3의 SDK의 무료 버전인 언리얼 개발 키트(UDK)를 일반 대중에게 공개했다.
2010년 12월, 언리얼 개발 키트는 iOS 게임 및 앱 생성을 지원하도록 업데이트되었고, 이어서 2011년 9월 출시에서는 OS X 호환성이 추가되었다. 2013년까지 200만 건 이상의 고유 설치가 보고되었다.